# Jolanda Bombis-Robben
Jolanda Bombis-Robben (* 29. Februar 1984 in Klijndijk geborene Jolanda Robben) ist eine ehemalige niederländische Handballspielerin.

## Karriere
Bombis-Robben spielte bis 2004 beim niederländischen Erstligisten E&O Emmen. Daraufhin wechselte sie nach Deutschland zum Bundesligaaufsteiger SG PSV Rostock. Die Linksaußenspielerin bestritt für Rostock insgesamt 27 Bundesligapartien, in denen sie 47 Treffer erzielte. Als Rostock 2006 abstieg, wechselte Bombis-Robben zum Bundesligisten HSG Blomberg-Lippe, für den sie eine Saison auflief. 2007 wechselte Bombis-Robben zum Zweitligisten SVG Celle, mit dem sie zwei Jahre später in die Bundesliga aufstieg. Nur ein Jahr nach dem Aufstieg musste Celle jedoch wieder den Gang in die Zweitklassigkeit antreten. Im Jahr 2011 gelang ihr mit Celle die Rückkehr in die Bundesliga, jedoch gehörte Celle dieser Spielklasse wiederum nur ein Jahr an. 2013 stieg sie wieder in die erste Bundesliga auf. Am 14. Mai 2016 bestritt sie ihr letztes Spiel für den SVG Celle und beendete (vorerst) ihre Karriere. Im März 2017 übernahm sie bis zum Saisonende 2016/17 interimsweise das Traineramt des SVG Celle.
Jolanda Bombis-Robben absolvierte 19 Länderspiele für die Niederlande, in denen sie 11 Treffer erzielte. Mit den Niederlanden nahm sie bislang an keinem größeren Turnier teil.

## Sonstiges
Jolanda Bombis-Robben ist mit dem deutschen Eishockeyspieler Björn Bombis verheiratet. Ihre Schwester Miranda gehörte ebenfalls dem Kader der niederländischen Handballnationalmannschaft an.
Die studierte Psychologin arbeitet seit 2020 als Mentaltrainerin beim TV Hannover-Badenstedt.